# Deigloria paraguayensis
Deigloria paraguayensis är en svampart som först beskrevs av Speg., och fick sitt nu gällande namn av Agerer 1982. Deigloria paraguayensis ingår i släktet Deigloria och familjen Marasmiaceae.   Inga underarter finns listade i Catalogue of Life.